# Mu'adzam Shah di Kedah
Mu'azzam Shah ibni al-Marhum Sultan Mudzaffar Shah (XII secolo – Kota Bukit Mariam, 10 maggio 1202) è stato sultano di Kedah dal 1179 al 1202.
Il 20 luglio 1179 fu proclamato sultano. Risiedeva nella città di Bukit Meriam. Consegnò le città di Palas e Wang Tepus a Dato' Lela Pahlawan e a Panglima Jaya perché le proteggessero.
Il 1º ottobre 1180 inaugurò una città ricca di castelli che era soprannominata la "città dell'oro".
Si sposò ed ebbe tre figli, due maschi e una femmina.
Il 10 maggio 1202 fu ucciso in un'esplosione a Kota Bukit Meriam e fu sepolto nel cimitero della stessa città.